# Americans Abroad!!! Against Me!!! Live in London!!!
Americans Abroad!!! Against Me!!! Live in London!!! is het eerste livealbum van de Amerikaanse punkband Against Me! en is opgenomen tijdens een concert op 21 maart 2006 in London. Het werd uitgegeven op 22 augustus 2006 door Fat Wreck Chords, hoewel Against Me! op dat moment al bij een ander label, Sire Records, had getekend. Het album bevat nummers van de band die tussen 2001 en 2005 zijn opgenomen, alsook een niet eerder uitgegeven nummer getiteld "Americans Abroad", wat opnieuw opgenomen zou worden voor het studioalbum New Wave uit 2007. Het album bevat tevens een videoclip voor het nummer "Problems".

## Nummers
1. "A Brief Yet Triumphant Introduction" - 1:41
2. "From Her Lips to God's Ears (The Energizer)" - 2:38
3. "Rice and Bread" - 2:18
4. "Reinventing Axl Rose" - 2:20
5. "Americans Abroad" - 2:36
6. "Those Anarcho Punks Are Mysterious..." - 2:39
7. "Miami" - 3:42
8. "Don't Lose Touch" - 3:12
9. "Unprotected Sex with Multiple Partners" - 4:25
10. "Sink, Florida, Sink" - 2:28
11. "You Look Like I Need a Drink" - 2:37
12. "Turn Those Clapping Hands Into Angry Balled Fists" - 5:48
13. "T.S.R." - 2:23
14. "Problems" - 2:33
15. "Pints of Guinness Make You Strong" - 3:56
16. "Cliché Guevara" - 3:14
17. "We Laugh at Danger (And Break All the Rules)" - 3:57

## Band
- Laura Jane Grace - gitaar, zang
- James Bowman - gitaar, achtergrondzang
- Andrew Seward - basgitaar, achtergrondzang
- Warren Oakes - drums